# Coppa dei Balcani 1934-1935 (nazionali)
La Coppa dei Balcani 1934-1935 (1934-1935 Balkan Cup) fu la quinta edizione della Coppa dei Balcani, competizione calcistica per nazioni. La competizione si svolse in Grecia dal 23 dicembre 1934 al 1 gennaio 1934 e vide la partecipazione di quattro squadre: Bulgaria, Grecia, Jugoslavia e Romania.

## Formula
- Qualificazioni

Nessuna fase di qualificazione. Le squadre sono qualificate direttamente alla fase finale.
- Fase finale

Girone unico - 4 squadre, giocano partite di sola andata. La vincente si laurea campione dei Balcani.

## Stadi
| Atene | Atene                       |
| ----- | --------------------------- |
| Atene | Stadio Apostolos Nikolaidis |
| Atene | Capienza: 28.000            |
| Atene |                             |

## Squadre partecipanti
| Pr. | Squadra    | Data di qualificazione certa | Partecipante in quanto | Partecipazioni precedenti al torneo | Ultima presenza |
| --- | ---------- | ---------------------------- | ---------------------- | ----------------------------------- | --------------- |
| 1   | Bulgaria   | -                            | Qualificata di diritto | 4 (1929-1931, 1931, 1932, 1933)     | Romania 1933    |
| 2   | Jugoslavia | -                            | Qualificata di diritto | 4 (1929-1931, 1931, 1932, 1933)     | Romania 1933    |
| 3   | Grecia     | -                            | Qualificata di diritto | 3 (1929-1931, 1932, 1933)           | Romania 1933    |
| 4   | Romania    | -                            | Qualificata di diritto | 3 (1929-1931, 1932, 1933)           | Romania 1933    |

Nella sezione "partecipazioni precedenti al torneo", le date in grassetto indicano che la nazione ha vinto quella edizione del torneo, mentre le date in corsivo indicano la nazione ospitante.

## Fase finale

### Girone unico

#### Classifica
| Pos | Squadra    | P.ti | G | V | N | P | GF | GS | DR |
| --- | ---------- | ---- | - | - | - | - | -- | -- | -- |
| 1   | Jugoslavia | 4    | 3 | 2 | 0 | 1 | 9  | 5  | +4 |
| 2   | Grecia     | 3    | 3 | 1 | 1 | 1 | 5  | 5  | 0  |
| 3   | Romania    | 3    | 3 | 1 | 1 | 1 | 5  | 8  | -3 |
| 4   | Bulgaria   | 2    | 3 | 1 | 0 | 2 | 7  | 8  | -1 |

#### Risultati
| Arbitro: | Rădulescu |

|                              |           |             |
| Vazos 39’ Andrianopoulos 67’ | Marcatori | 12’ Sekulić |

| Arbitro: | Asprogerakas |

|                                   |           |                                           |
| Peshev 1’ Todorov 23’ Panchev 78’ | Marcatori | 3’ Sekulić 7’ Tomašević 28’, 48’ Tirnanić |

| Arbitro: | Dosev |

|                                |           |                     |
| Andrianopoulos 14’ Choumīs 75’ | Marcatori | 5’ Dobay 13’ Ciolac |

| Arbitro: | Asprogerakas |

|                  |           |                            |
| Angelov 44’, 51’ | Marcatori | 14’, 31’ Bodola 37’ Ciolac |

| Arbitro: | Vasiljević |

|           |           |                         |
| Vazos 51’ | Marcatori | 44’ Lozanov 84’ Panchev |

| Arbitro: | Hatzopoulos |

|  |           |                                                |
|  | Marcatori | 10’ Tirnanić 34’ Marjanović 67’, 83’ Tomašević |

## Statistiche

### Classifica marcatori
3 reti
- Aleksandar Tirnanić
- Aleksandar Tomašević

2 reti
- Lyubomir Angelov
- Asen Panchev
- Leonidas Andrianopoulos
- Giannis Vazos
- Iuliu Bodola
- Gheorghe Ciolac
- Branislav Sekulić

1 rete
- Mihail Lozanov
- Asen Peshev
- Vladimir Todorov
- Kōstas Choumīs
- Blagoje Marjanović
- Ștefan Dobay